# Rameez Junaid
Rameez Junaid (* 25. Mai 1981 in Faisalabad, Pakistan) ist ein australischer Tennisspieler.

## Karriere
Junaid spielt vor allem erfolgreich Doppel. Während auf der ATP World Tour größere Erfolge zunächst ausgeblieben sind, konnte er sich auf der Challenger Tour mit unterschiedlichen Partnern bereits 22 Titel sichern; die meisten davon gewann er mit dem Deutschen Philipp Marx. Bei Grand-Slam-Turnieren konnte er bereits zweimal in die zweite Runde einziehen, 2009 in Wimbledon und 2010 bei den Australian Open.
Im April 2015 gewann Junaid an der Seite des Kanadiers Adil Shamasdin beim Turnier in Casablanca schließlich seinen ersten ATP-Doppeltitel.

## Erfolge
| Legende (Anzahl der Siege)                       |
| Grand Slam                                       |
| Tennis Masters Cup ATP World Tour Finals         |
| ATP Masters Series ATP World Tour Masters 1000   |
| ATP International Series Gold ATP World Tour 500 |
| ATP International Series ATP World Tour 250 (1)  |
| ATP Challenger Tour (26)                         |

| ATP-Titel nach Belag |
| Hartplatz (0)        |
| Sand (1)             |
| Rasen (0)            |

### Doppel

#### Turniersiege

##### ATP World Tour
| Nr. | Datum          | Turnier    | Belag | Partner        | Finalgegner                 | Ergebnis         |
| --- | -------------- | ---------- | ----- | -------------- | --------------------------- | ---------------- |
| 1.  | 11. April 2015 | Casablanca | Sand  | Adil Shamasdin | Rohan Bopanna Florin Mergea | 3:6, 6:2, [10:7] |

##### ATP Challenger Tour
| Nr. | Datum              | Turnier                 | Belag         | Partner            | Finalgegner                          | Ergebnis          |
| --- | ------------------ | ----------------------- | ------------- | ------------------ | ------------------------------------ | ----------------- |
| 1.  | 2. Dezember 2007   | Brisbane                | Hartplatz     | Daniel King-Turner | Carsten Ball Adam Feeney             | 3:6, 7:63, [10:8] |
| 2.  | 5. Juli 2008       | Lugano                  | Sand          | Philipp Marx       | Mariano Hood Eduardo Schwank         | 7:67, 4:6, [10:7] |
| 3.  | 13. Juli 2008      | Scheveningen            | Sand          | Philipp Marx       | Matwé Middelkoop Melle van Gemerden  | 5:7, 6:2, [10:6]  |
| 4.  | 7. September 2008  | Alphen aan den Rijn (1) | Sand          | Philipp Marx       | Bart Beks Matwé Middelkoop           | 6:3, 6:2          |
| 5.  | 12. April 2009     | Athen                   | Sand          | Philipp Marx       | Jesse Huta Galung Rui Machado        | 6:4, 6:3          |
| 6.  | 31. Mai 2009       | Karlsruhe               | Sand          | Philipp Marx       | Tomasz Bednarek Aisam-ul-Haq Qureshi | 7:5, 6:4          |
| 7.  | 16. Mai 2010       | Busan                   | Hartplatz     | Alexander Peya     | Pierre-Ludovic Duclos Yang Tsung-hua | 6:4, 7:5          |
| 8.  | 6. Juni 2010       | Fürth (1)               | Sand          | Dustin Brown       | Martin Emmrich Joseph Sirianni       | 6:3, 6:1          |
| 9.  | 26. September 2010 | Izmir                   | Hartplatz     | Frank Moser        | Jamie Delgado Jonathan Marray        | 6:2, 6:4          |
| 10. | 24. Oktober 2010   | Seoul                   | Hartplatz     | Frank Moser        | Vasek Pospisil Adil Shamasdin        | 6:3, 6:4          |
| 11. | 5. Juni 2011       | Fürth (2)               | Sand          | Frank Moser        | Jorge Aguilar Júlio César Campozano  | 6:2, 6:72, [10:6] |
| 12. | 6. April 2012      | Saint-Brieuc (1)        | Sand (i)      | Laurynas Grigelis  | Stéphane Robert Laurent Rochette     | 1:6, 6:2, [10:6]  |
| 13. | 22. Juli 2012      | Posen                   | Sand          | Simon Stadler      | Adam Hubble Nima Roshan              | 6:3, 6:4          |
| 14. | 10. September 2012 | Alphen aan den Rijn (2) | Sand          | Simon Stadler      | Simon Greul Bastian Knittel          | 4:6, 6:1, [10:5]  |
| 15. | 9. Juni 2013       | Fürth (3)               | Sand          | Colin Ebelthite    | Christian Harrison Michael Venus     | 6:4, 7:5          |
| 16. | 3. August 2013     | Liberec                 | Sand          | Tim Pütz           | Colin Ebelthite Lee Hsin-han         | 6:0, 6:2          |
| 17. | 18. August 2013    | Meerbusch (1)           | Sand          | Frank Moser        | Dustin Brown Philipp Marx            | 6:3, 7:64         |
| 18. | 31. August 2013    | Como                    | Sand          | Igor Zelenay       | Marco Crugnola Stefano Ianni         | 7:5, 7:62         |
| 19. | 28. September 2013 | Sibiu                   | Sand          | Philipp Oswald     | Jamie Delgado Jordan Kerr            | 6:4, 6:4          |
| 20. | 13. Juni 2014      | Nottingham              | Rasen         | Michael Venus      | Ruben Bemelmans Gō Soeda             | 4:6, 7:61, [10:6] |
| 21. | 23. August 2015    | Meerbusch (2)           | Sand          | Dustin Brown       | Wesley Koolhof Matwé Middelkoop      | 6:4, 7:5          |
| 22. | 3. April 2016      | Saint-Brieuc (2)        | Hartplatz (i) | Andreas Siljeström | Jamie Cerretani Antal van der Duim   | 7:5, 6:74, [10:8] |
| 23. | 17. März 2018      | Shenzhen                | Hartplatz     | Hsieh Cheng-peng   | Denys Moltschanow Igor Zelenay       | 7:63, 6:3         |
| 24. | 20. Mai 2018       | Heilbronn               | Sand          | David Pel          | Kevin Krawietz Andreas Mies          | 6:2, 2:6, [10:7]  |
| 25. | 15. September 2018 | Istanbul                | Hartplatz     | Purav Raja         | Timur Chabibulin Wladyslaw Manafow   | 7:64, 4:6, [10:7] |
| 26. | 5. Oktober 2018    | Florenz                 | Sand          | David Pel          | Filippo Baldi Salvatore Caruso       | 7:5, 3:6, [10:7]  |

#### Finalteilnahmen
| Nr. | Datum         | Turnier | Belag | Partner         | Finalgegner                | Ergebnis |
| --- | ------------- | ------- | ----- | --------------- | -------------------------- | -------- |
| 1.  | 27. Juli 2014 | Gstaad  | Sand  | Michal Mertiňák | Andre Begemann Robin Haase | 3:6, 4:6 |